# كورتيس برايد
كورتيس برايد (بالإنجليزية: Curtis Pride) هو لاعب كرة قاعدة ولاعب كرة قدم أمريكي في مركز لاعب دفاع ‏، ولد في 17 ديسمبر 1968 في واشنطن العاصمة في الولايات المتحدة. لعب مع أتلانتا بريفز وبوسطن وتوليدو مود هنس وديترويت تايجرز ومنتريال أكسبوز ونيويورك يانكيز.

## وصلات خارجية
- كورتيس برايد على موقع دوري كرة القاعدة الرئيسي (الإنجليزية)
- كورتيس برايد على موقعبيزبول رفرنس.كوم (الدوري الرئيسي) (الإنجليزية)
- كورتيس برايد على موقعبيزبول رفرنس.كوم (الدوري الثانوي) (الإنجليزية)
- كورتيس برايد على موقع إي إس بي إن.كوم (أم.أل.بي) (الإنجليزية)
- كورتيس برايد على موقع مشجعي الرسوم البيانية (الإنجليزية)
- كورتيس برايد على موقع الاتحاد الدولي (مؤرشف)  (الإنجليزية)